# Гринберг, Джозеф
Джо́зеф Гарольд Гри́нберг (англ. Joseph Harold Greenberg, 28 мая 1915, Бруклин — 7 мая 2001, Станфорд) — американский лингвист, один из выдающихся лингвистов XX века. Один из основателей современной лингвистической типологии; внёс также существенный вклад в африканистику и семитологию. Труды по общей морфологии и синтаксису, генетической классификации языков Старого и Нового Света, типологии, диахронической и ареальной лингвистике, проблемам происхождения языка. Член Национальной академии наук США (первый избранный туда лингвист), Американского философского общества (1975) и Американской академии наук и искусств, профессор Стэнфордского университета, президент Американского лингвистического общества (1976), лауреат многих американских и международных премий.

## Биография
Родился в семье еврейских эмигрантов из Германии; с детства обнаружил значительную одарённость в музыке (подростком выступал с фортепианными концертами) и иностранных языках (владел древнееврейским, арабским, древнегреческим и латинским, в его семье говорили на немецком и идише). Изучал антропологию в Колумбийском (у Франца Боаса) и Северо-Западном университетах; в последнем защитил диссертацию в 1940 году (по истории ислама в Африке). Во время Второй мировой войны служил шифровальщиком в действующей армии (в Северной Африке и в Италии). После войны преподавал в Миннесотском и Колумбийском университетах, с 1962 года и до конца жизни — в Стэнфордском университете, где был профессором антропологии (с 1985 года — почётный профессор в отставке) и руководителем отделения антропологии, а также одним из основателей лингвистического отделения и Центра африканистики.

## Вклад в науку

### Компаративистика
Первой работой Гринберга, принесшей ему широкую известность, стало его исследование о генетической классификации языков Тропической Африки, содержавшее как ряд революционных предложений относительно радикального пересмотра существовавших до этого способов классификации языков Африки, так и обоснование нетрадиционного метода «массового сравнения», впоследствии использованного Гринбергом в других исследованиях по компаративистике. Его поначалу казавшиеся смелыми предложения по классификации африканских языков (замена понятия «семито-хамитские языки» понятием афразийские языки с несколько иным составом, гипотеза о нигеро-конголезской макросемье и др.) в целом приняты научным сообществом; более сдержанную оценку получили его гипотезы о койсанской и особенно нило-сахарской макросемьях. Наиболее убедительным результатом Гринберга в африканистике считается доказательство принадлежности языка фула к атлантическим языкам (до этого он ошибочно относился к «хамитским»). Некоторыми сторонниками ностратической гипотезы было также принято его предложение исключить афразийские языки из ностратических.
Основанная на том же методе «массового сравнения» более поздняя «индо-тихоокеанская гипотеза» Гринберга о родстве между папуасскими, тасманийскими и андаманскими языками, а также языками кусунда и нихали, практически не встретила поддержки; серьёзной критике подверглись также его теории макросемей коренных языков Америки и некоторые другие макрогенетические построения последних лет.

### Типология
Другим общепризнанным научным достижением Гринберга стала разработка им оснований лингвистической типологии, связанной в его понимании прежде всего с поиском языковых «универсалий», то есть общих свойств всех естественных языков. Первый список таких универсалий был предложен Гринбергом в статье 1962 г. и в написанном им позднее в соавторстве с Ч. Осгудом и Д. Дженкинсом «Меморандуме о языковых универсалиях»: они касались фонологических, морфологических и синтаксических свойств языков и подразделялись на несколько типов. Наибольшую известность в дальнейшем получили обобщения Гринберга, касавшиеся возможных типов порядка слов в естественных языках.
Наряду с поиском и классификацией языковых универсалий, Гринберг уделял большое внимание возможностям применения количественных методов для определения языкового типа; он считается одним из основателей современной «квантитативной лингвистики». Его «квантитативная типология» языков получила очень большой резонанс в 1960—1970 гг., породив целую волну исследований в этой области.
Завершением цикла типологических исследований Гринберга стал фундаментальный четырёхтомный коллективный труд 1978 г. «Универсалии естественного языка» (подготовленный Гринбергом совместно с Ч. Фергюсоном и Э. Моравчик), в котором были подведены итоги так наз. «стэнфордского проекта» по комплексному изучению грамматической типологии языков мира. Эта классическая публикация до сих пор не утратила своего значения для лингвистической типологии.

### Последователи
Взгляды Гринберга на проблемы палеолингвистики, не будучи поддержаны большей частью современных исследователей, тем не менее оказали влияние на таких авторов, как М. Рулен, Дж. Макуортер, В. В. Шеворошкин. По вопросам палеолингвистики и гипотез о макросемьях Гринберг дискутировал с Сергеем Старостиным, который, поддерживая исследования в области дальнего родства языков, предлагал альтернативные методы и гипотезы.

## Память
С 1999 года Ассоциация лингвистической типологии вручает премию имени Джозефа Гринберга за лучшую диссертацию в области типологии.

## Основные труды
- Some universals of grammar with particular reference to the order of meaningful elements. In: Universals of Language. Cambridge (MA): MIT Press, 1963, 73—113.
- Языки Африки (англ. The Languages of Africa). Bloomington: Indiana University Press, 1966.
- Anthropological linguistics: an introduction. New York: Random House, 1968.
- Language, culture and communication. Essays by Joseph Greenberg. / Selected and introducted by Anwar S. Dil. Stanford: Stanford University Press, 1971.
- Language typology; a historical and analytic overview. The Hague: Mouton, 1974.
- Universals of human language / Ed. by Joseph H. Greenberg, Charles A. Ferguson & Edith A. Moravcsik. Stanford: Stanford University Press, 1978, vol. I—IV.
- Language in the Americas. Stanford: Stanford University Press, 1987.
- On language: selected writings of Joseph H. Greenberg. Ed. by Keith Denning and Suzanne Kemmer. Stanford: Stanford University Press, 1990.
- Indo-European and Its Closest Relatives: The Eurasiatic Language Family. Stanford: Stanford University Press, Volume I: Grammar, 2000; Volume II: Lexicon, 2002.
- Genetic Linguistics: Essays on Theory and Method. / Ed. by William Croft. Oxford: Oxford University Press, 2005.

### Русские переводы
- Квантитативный подход к морфологической типологии языков. — Новое в лингвистике. Вып. III. М., 1963, 60—94.
- Некоторые обобщения, касающиеся возможных начальных и конечных последовательностей согласных. — Вопросы языкознания, 1964, № 4.
- Некоторые грамматические универсалии, преимущественно касающиеся порядка значимых элементов. — Новое в лингвистике. Вып. V. М., 1970, 114—162.
- Гринберг Дж., Осгуд Ч., Дженкинс Д. Меморандум о языковых универсалиях. — Новое в лингвистике. Вып. V. М., 1970, 31-44.
- Антропологическая лингвистика: Вводный курс. М., 2004.